# Premier League (Djibouti)
De Premier League is de hoogste voetbaldivisie van het Afrikaanse land Djibouti. De competitie werd opgericht in 1987. De competitie bestaat uit tien teams. Aan het eind van de competitie plaatst de winnaar zich voor de voorronde van de CAF Champions League terwijl de nummer 9 en 10 degraderen.

## Teams
- AS Port
- ASS d’Ali-Sabieh
- CDE Colas
- Etablissement Abdi
- FC Société Immobilière de Djibouti
- Force Nationale de Police
- Gendarmerie Nationale
- Sheraton Hôtel
- Tadjourah FC
- Total

## Kampioenschappen
- 1987: AS Etablissements Merill
- 1988: AS Compagnie Djibouti-Ethiopie
- 1989-90: niet gespeeld
- 1991: Aéroport
- 1992-93: niet gespeeld
- 1994: Force Nationale Securité
- 1995: Force Nationale Securité
- 1996: Force Nationale Securité
- 1997: Force Nationale Securité
- 1998: Force Nationale Securité
- 1999: Force Nationale Securité
- 2000: AS Compagnie Djibouti-Ethiopië
- 2001: Force Nationale de Police
- 2002: AS Boreh
- 2003: Gendarmerie Nationale
- 2004: Gendarmerie Nationale
- 2005: AS Compagnie Djibouti-Ethiopie
- 2006: FC Société Immobiliére de Djibouti
- 2007: AS Compagnie Djibouti-Ethiopie
- 2008: FC Société Immobiliére de Djibouti (S.I.D)
- 2009: AS Ali Sabieh Djibouti Télécom
- 2010: AS Port
- 2011: AS Port
- 2011/12: AS Port
- 2012/13: AS Ali Sabieh Djibouti Télécom
- 2013/14: AS Ali Sabieh Djibouti Télécom
- 2014/15: AS Ali Sabieh Djibouti Télécom
- 2015/16: AS Ali Sabieh Djibouti Télécom
- 2016/17: AS Ali Sabieh Djibouti Télécom
- 2017/18: AS Ali Sabieh Djibouti Télécom
- 2018/19: AS Port
- 2019/20: AS Ali Sabieh Djibouti Télécom (Competitie niet afgerond vanwege de coronapandemie, ASAS uitgeroepen tot kampioen.)